# داریوش شهبازی
داریوش شهبازی
داریوش شهبازی، ناشر، تهران پژوه و تهران شناس، ایران شناس، مدرس و تاریخ‌پژوه برجسته ایرانی است. او بنیانگذار و مدیر عامل موسسه فرهنگی-هنری تهراننامه و مدیر مسئول نشر شهباز(آسمان فرهنگ) است. شهبازی، زاده مهرماه ۱۳۳۲ در زرگنده تهران و پرورش‌یافته خانواده‌ای فرهنگ‌دوست و دانش‌پرور است. او دانش‌آموخته؛ فوق لیسانس مهندسی گرایش مدیریت ساخته هاست. شهبازی پژوهش و مطالعات خود را در حوزه تاریخ ایران و بویژه تهران‌پژوهی و عصر قاجاریان، از دهه ۱۳۶۰ آغاز کرده است.
او با تألیف «زندگی‌نامه میرزا تقی‌خان امیر کبیر» و «تاریخ سکه دوره قاجاریه» مطالعه و پژوهش در حوزه تاریخ را آغاز کرد و بیش از چهار دهه سخت کوشانه، به کار تحقیق علمی در حوزه مطالعاتی تاریخ تهران و ایران مشغول است.
او معتقد است؛ تاریخ ایران در تمامی ابعاد و زوایا، با ابهام و ناشناختی ها رو به روست که نیازمند، مطالعه و پژوهش موشکافانه است. نقاط تاریک و ناگفته های فراوانی در آن است که هدفمندانه و سخت کوشانه باید بدانها پرداخته شود. او میگوید؛ هدف کلی تاریخ نگاری و پژوهش باید نتایجی کاربردی و عملیاتی در بر داشته باشد و به حل مسئله ای در دنیای واقعی منتهی شود. فارغ از نحوه پژوهش و نگارش، باید دید از نتایج پژوهش، چه استفاده هایی، در چه زمینه هایی و برای چه قشری از جامعه مفید است و چه مشکل یا مشکلاتی را میتواند حل کند. تهران، پایتخت دوازده سیزده میلیونی امروز کشور با آسیبها و مشکلات فراوانی رو به روست که قطعا حل آن مشکلات و یافتن راه حل ها، نیازمند مطالعات جامع الاطراف و فراگیر است که افزون بر دولت، دانشگاه ها و مراکز پژوهشی و مطالعاتی باید به مطالعه و بررسی علل آن آسیبها بپردازند و توامان با ریشه یابی، راه حل های راهبردی ارائه نمایند. 
داریوش شهبازی با گردآوری بیش از دو میلیون فیش تا کنون در پی تألیف و تدوین مجموعه‌ای (دانشنامه) چند ده جلدی «تهران نامه» است. او با بیش از چهاردهه پژوهش در حوزه تاریخ تهران و استمرار مطالعات در این حوزه علاقه خود را به عنوان یکی از  پرکارترین پژوهشگران این حوزه نشان داده است. او افزون بر تالیفات نشر یافته اش، کتابهای ارزشمندی را در دست چاپ دارد و تا کنون چند صد مقاله در نشریات مختلف کشور از او به چاپ رسیده است. 
در پی دعوت اداره فرهنگ و ارشاد شهرستان تهران، از ایشان، طی حکمی، واحد «تهران شناسی» به او سپرده شده است. او روزهای دوشنبه و چهارشنبه در این واحد حضور دارد و ضمن انجام پژوهشهایی تازه با همکاری تهران پژوهان، نشست های هفتگی در حوزه تاریخ تهران و ایران برگزار می کند.
فعالیت فرهنگی-ادبی
شهبازی به موازات مطالعه، پژوهش و تولید محتوای پژوهشی، همواره خود را معلمی میداند که وظیفه اش تعلیم و انتقال آموخته ها به دیگران است. او بنیانگذار موسسه فرهنگی-هنری تهران نامه است که تا کنون صدونود نشست تخصصی آموزشی-پژوهشی به تنهایی و یا با همکاری استادان برجسته دانشگاههای سراسر کشور در رشته های مرتبط با محوریت حوزه تاریخ تهران برگزار کرده و پیوسته در حال برگزاری این سلسله نشستهاست. در کارنامه فعالیت های فرهنگی ایشان همکاری با دانشگاه ها، مراکز آموزشی- پژوهشی و مجامع مختلف علمی مشاهده میشود.
مجلات و نشریات
داریوش شهبازی در طول عمر فرهنگی خود با مجلات و نشریات معتبری نظیر بنیاد موقوفات دکتر محمود افشار یزدی، فصلنامه گنجینه دارالفنون، فصلنامه فرهنگ مردم، اطلاعات، شرق، اعتماد، دنیای اقتصاد، همشهری، تعطیلات نو، اعتماد ملی، ایران، آفتاب، شهروند، مجله ساخت و تولید، نشریه تراز، مجله ویستا، باشگاه خبری دیده بان حقوق حیوانات، سپید، جام جم آنلاین، همشهری آنلاین، روزنامه صنعت، ماهنامه اجتماعی و فرهنگی تهران و روزنامه تهران همکاری کرده و نوشته‌هایش در آن‌ها نشر یافته است. 
خبرگزاری ها
شهبازی با بسیاری از خبرگزاری ها چون ایبنا، ایکنا، مهر، میراث فرهنگی، ایسنا، تارنا، تین نیوز، اسکان نیوز  دیدار و گفتگو داشته است. محتوای این گفتگوها که بخشی از داده های تاریخی این حوزه را بیان میکند، نشر یافته است.
دیدار و گفتگوها
شهبازی صدها گفتگو در حوزه تاریخ تهران و ایران، با رسانه های ملی اعم از رادیو و تلویزیون، خبرگزاریها، رسانه های خصوصی، مطبوعات و غیره داشته است. او در صدا و سیما و تلویزیون آسیا نیوز به طور هفتگی دیدار و گفتگو دارد. 

تهران‌نامه
تهران‌نامه مجموعه دانشنامه‌ایست در حوزه تهران‌شناسی که ناظر بر تمامی جنبه‌های تاریخی، جغرافیایی، سیاسی، اجتماعی و فرهنگی و غیره تهران است. این تألیف به ثبت و ضبط وقایع تاریخی و هر آن‌چه که به فرهنگ مردم این شهر تعلق دارد و در معرض فراموشی و نسیان است، می‌پردازد. در حقیقت این مجموعه موزه‌ای از گذشته تهران و تهرانیان (بلکه ایرانیان) است. اثری که می‌تواند هر پژوهشگر این حوزه را یاری رساند.
کتاب‌ شناسی:
داریوش شهبازی از پرکارترین و پر اثرترین پژوهشگران معاصر، بویژه در حوزه تاریخ تهران و تاریخ عصر قجر است. تمرکز بر تدوین دانشنامه در بستر زمانی بیش از چهار دهه او را بر گستره پهناوری از پژوهشهای گوناگون مرتبط و آشنا ساخته است. حاصل چند دهه پژوهش او  کتابها و مقالاتی است که به رشته تحریر درآمده و نشر یافته است. 

## کتاب‌ها
- این کتابهاعبارتند از:
- تاریخ سکه دوره قاجاریه، (۱۳۸۰)؛ بوره‌که‌ای.
- برگ‌هایی از تاریخ تهران، ۴ جلدی. (۱۳۸۶)؛ بوره‌که‌یی.
- تهران‌نامه، (۱۳۹۴)؛ آرش. (۱۳۹۷)؛ ماهریس.
- پرسه در دارالخلافه، ۴ جلدی. (۱۳۹۴)؛ کتاب سرا»
- روایاتی از تهران قدیم، 2 جلد، (۱۳۹۷)؛ سایبان هنر.
- تاریخ قشون قاجاریه، (۱۳۹۷)؛ ماهریس.
- از الهیه تا دروازه غار، (۱۳۹۷)؛ ماهریس.
- چرا قاجاریه فروپاشید، (۱۳۹۷)؛ ماهریس.
- تهران‌نامه» جلد دوم، (۱۳۹۷)؛ ماهریس.
- پاتوق‌های تهران، (۱۳۹۸)؛ سایه‌بان هنر.
- کمیته مجازات ترورهای تاریخی تهران     قجری، س(۱۳۹۸)؛ سایه‌بان هنر.
- سیاحانی که به ایران آمده‌اند، 2 جلد، (۱۳۹۹)؛ ماهریس.
- دانشنامه مطبوعات تهران، جلد یک، (1404)؛ نشر شهباز
- دانشنامه مطبوعات تهران، جلد دو، (1404)؛ نشر شهباز
- دانشنامه مطبوعات تهران، جلد سه، (1404)؛ نشر شهباز
- دانشنامه مطبوعات تهران، جلد چهار، (1404)؛ نشر شهباز
- دانشنامه سیاحانی که به ایران آمده اند، جلد یک(1403)، نشر شهباز
- دانشنامه سیاحانی که به ایران آمده اند، جلد دو(1403)، نشر شهباز

سایت های مرتبط:
سایت تهران نامه:
https://tehrannameh.com/
سایت داریوش شهبازی
https://www.darioush-shahbazi.com/
گروه واتساپ:
https://chat.whatsapp.com/I1FcAse62IxL4DmfNqTIDE